# محمد اکبر ارزانی
محمد اکبر ارزانی، فرزند میرحاجی محمد مقیم، معروف به شاه محمد ارزانی دهلوی است. او در قرن‌های ۱۱ و ۱۲ می‌زیسته‌است.

## آثار
حکیم ارزانی دارای چندین اثر مهم در پزشکی سنتی است. آثار او در زمان حیاتش با استقبال زیادی روبرو بود؛ و تا بحال نیز چندین بار چاپ گریده است.
- تلخیص طب النبی
- طب اکبری
- تعاریف الامراض
- میزان الطب
- مفرح القلوب
- مجربات اکبری
- مجربات هندیه
- قرابادین قادری[۲][۳]